# Sleep (kleding)

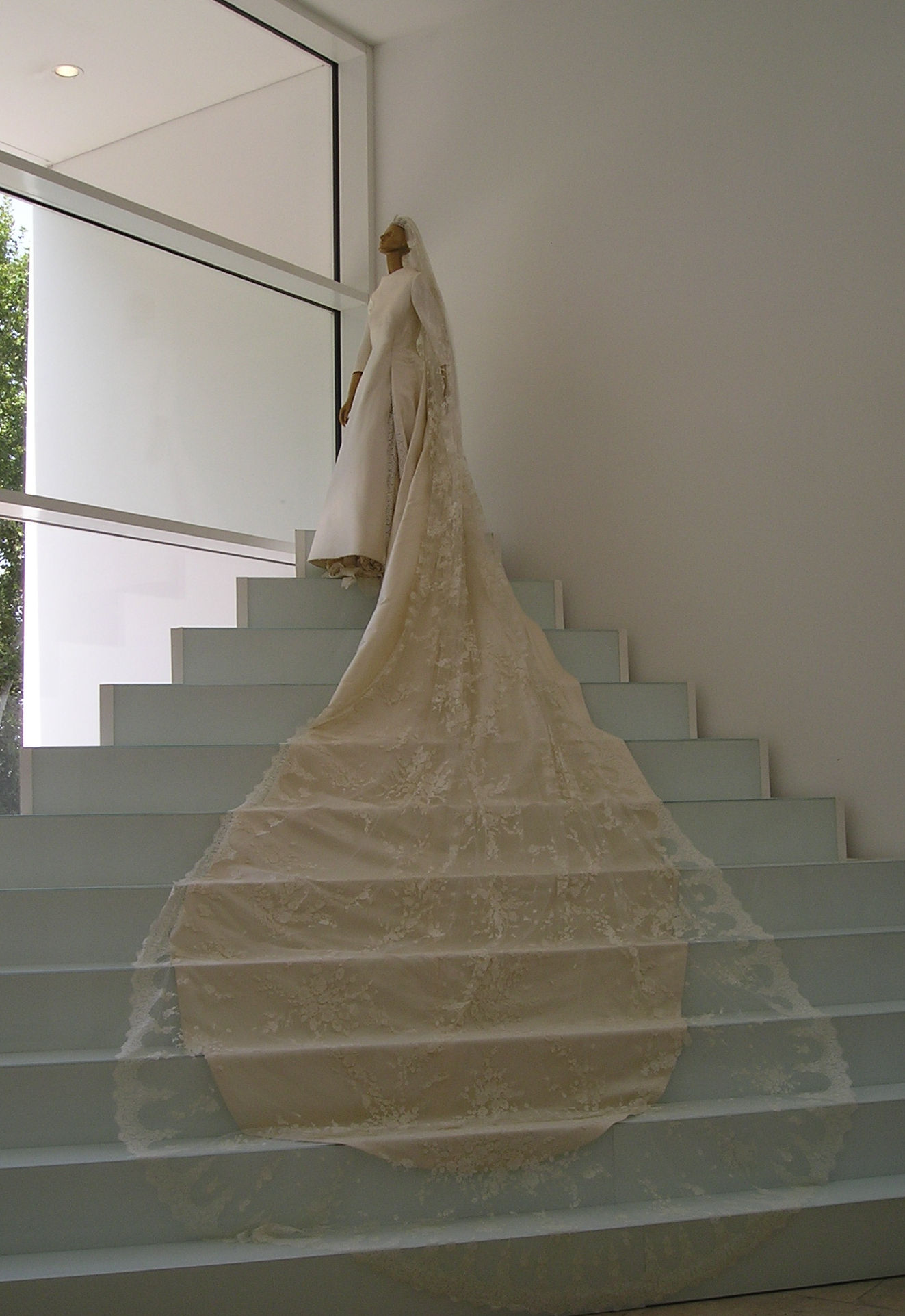
De trouwjurk die prinses Máxima droeg heeft een sleep van vijf meter

Een sleep is het verlengde achterstuk van een jurk, rok, of mantel.
Hij dankt zijn naam aan het feit dat hij meestal achter de drager aan over de grond sleept. De sleep is een gangbaar onderdeel van een trouwjurk. De lengte van de sleep kan een aanduiding zijn voor de status van de persoon die het kledingstuk draagt.
In de Rooms-Katholieke Kerk dragen kardinalen, bisschoppen en andere hooggeplaatste prelaten soms een cappa magna. Dit is een wijd ambtsgewaad met een zeer lange sleep.
Om de sleep niet te bevuilen wordt deze ook wel opgetild en gedragen. Dit wordt gedaan door de drager van het kledingstuk zelf, of door anderen.